# توکلازپام
توکلازپام (انگلیسی: Tuclazepam) یک ماده مشتق شده از خانواده بنزودیازپین است.